# 小汤河
小汤河，位于中华人民共和国辽宁省本溪满族自治县西部的一条河流，是太子河左岸支流，发源于草河掌镇佟家堡村碑家岭以北的白石砬子，南流至邓家大院转东流，于云山滑雪场附近转北流，经关门山水库、小市镇陈英村、久才峪村、碱厂卜村、磨石峪村、山城子村（原山城子乡）、香磨村和县城观音阁街道，于县城北汇入太子河。河流全长57千米，流域面积466平方千米，河道平均比降6‰，年均径流量1.319亿立方米。小汤河上游地处千山山脉，山峦起伏，森林茂密，建有汤沟国家森林公园、关门山国家森林公园，其中汤沟的地热资源闻名遐迩。